# Riu de l'Angonella
Le riu de l'Angonella est un cours d'eau de la paroisse d'Ordino en Andorre, long de 5,6 km et affluent de la Valira del Nord.

## Toponymie
Riu désigne en catalan un « cours d'eau » et provient du latin rivus de même signification,.
Angonella (prononcé aŋɣoˈneʎa) provient très probablement du latin anguis qui signifie serpent,. Compte tenu de la présence de toponymes pré-romans bascoïdes en Andorre,, la construction du toponyme à partir de la racine basque gona (« piémont ») associé au suffixe diminutif -ella a également été proposée.

## Hydrographie
Long de 5,6 km, le riu de l'Angonella coule vers le sud-est depuis le cirque glaciaire de l'Angonella. Il aborde la Valira del Nord à Llorts par sa rive droite. Il est l'émissaire des estanys de l'Angonella un ensemble de trois lacs de montagne, situés dans le cirque éponyme. Le riu de l'Angonella reçoit également les eaux du bassa del Racó, un autre petit lac de montagne situé sur les pentes du pic d'Arcalís.
| \| Riu de l'Angonella \|                                                    |                            |
| Le riu de l'Angonella sur la carte des bassins hydrographiques de l'Andorre | Les estanys de l'Angonella |
| Riu de l'Angonella                                                          |                            |